# 5689 Rhön
5689 Rhön è un asteroide della fascia principale. Scoperto nel 1991, presenta un'orbita caratterizzata da un semiasse maggiore pari a 2,7556020 UA e da un'eccentricità di 0,1120732, inclinata di 5,00667° rispetto all'eclittica.
Dal 29 novembre 1993 al 26 febbraio 1994, quando 5748 Davebrin ricevette la denominazione ufficiale, è stato l'asteroide denominato con il più alto numero ordinale. Prima della sua denominazione, il primato era di 5592 Oshima.
L'asteroide è dedicato all'omonima catena montuosa della Germania.